# Wilhelm Schickard
Wilhelm Schickard (Herrenberg, 22 aprile 1592 – Tubinga, 24 ottobre 1635) è stato uno scienziato tedesco che costruì la prima macchina calcolatrice nel 1623.

## Biografia

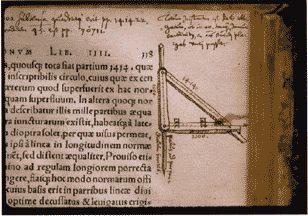
Disegno di un triquetrum, di Wilhelm Schickard

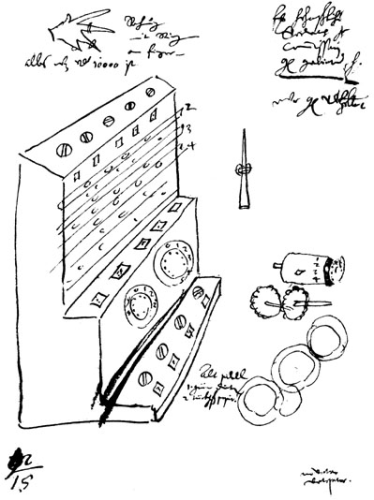
Disegno originale della macchina calcolatrice di Wilhelm Schickard

Wilhelm Schickard studiò all'università di Tubinga, dove ricevette la sua prima laurea, il baccellierato, nel 1609, e poi la laurea nel 1611 e studiò teologia e lingue orientali fino al 1613. Nel 1613 divenne ministro luterano, continuando il suo lavoro nella Chiesa fino al 1619, quando fu nominato professore di lingua ebraica all'università di Tubinga. Schickard era uno scienziato a tutto campo e insegnava a Tubinga lingue bibliche come l'aramaico. Nel 1631 fu nominato professore di astronomia, sempre all'università di Tubinga. La sua attività di ricerca era ampia, e includeva astronomia, matematica e il rilevamento topografico.
Inventò molte macchine, tra cui una per calcolare date astronomiche e una per la grammatica ebraica. Fece progressi significativi nella cartografia, producendo mappe che erano di molto più accurate di quelle che erano precedentemente disponibili a quel tempo.. Tra le sue tante altre abilità, era un rinomato incisore, sia in legno che in rame. Wilhelm Schickard morì di peste a Tubinga il 24 ottobre 1635, o forse il giorno prima. Nel 1651, Giovanni Riccioli chiamò cratere Schickard un cratere su una delle sue mappe lunari.

### La macchina calcolatrice di Wilhelm Schickard
Nel 1623, inventò un orologio calcolante, anticipando di circa vent'anni Blaise Pascal, che a lungo fu ritenuto l'inventore della prima macchina meccanica in grado di eseguire operazioni aritmetiche.
Pur precedendola di vent'anni, era per alcuni versi superiore alla celebre Pascalina di Pascal (1642). In particolare, era molto più agevole nell'eseguire sottrazioni. Un probabile difetto deriva dal fatto che si ignora se fosse in grado di eseguire i riporti delle decine. Alcune lettere di Schickard a Giovanni Keplero ne mostrano il progetto e spiegano come utilizzarla per calcolare tavole astronomiche. La macchina poteva sommare e sottrarre numeri fino a sei cifre, e indicava il superamento della sua capacità facendo suonare una campanella. Per aiutare nelle operazioni di moltiplicazione e divisione, sopra l'addizionatrice erano collocati dei cilindri ruotanti che costituivano un'interessante variante dei bastoncini di Nepero. Per avere una macchina realmente in grado di eseguire le quattro operazioni occorrerà attendere l'invenzione di Leibniz.
Come riferiscono le lettere di Schickard, il prototipo della macchina venne distrutto in un incendio. Successivamente, fino al XIX secolo venne persa ogni traccia dei progetti inviati a Keplero. Solo nel 1960, questi vennero esaminati a fondo e si poté costruire una calcolatrice di Schickard funzionante. Pertanto, la sua invenzione, benché estremamente valida, non fornì alcun contributo al successivo sviluppo di strumenti meccanici di calcolo. Sviluppo che si concluderà proprio negli anni '60, con il definitivo avvento degli strumenti elettronici.
La macchina di Schickard deve essere considerata come precorritrice delle calcolatrici, e solo molto lontanamente dei computer. Infatti, non era assolutamente programmabile. Il primo progetto di un calcolatore programmabile è dovuto a Charles Babbage, circa 200 anni dopo.

## Opere

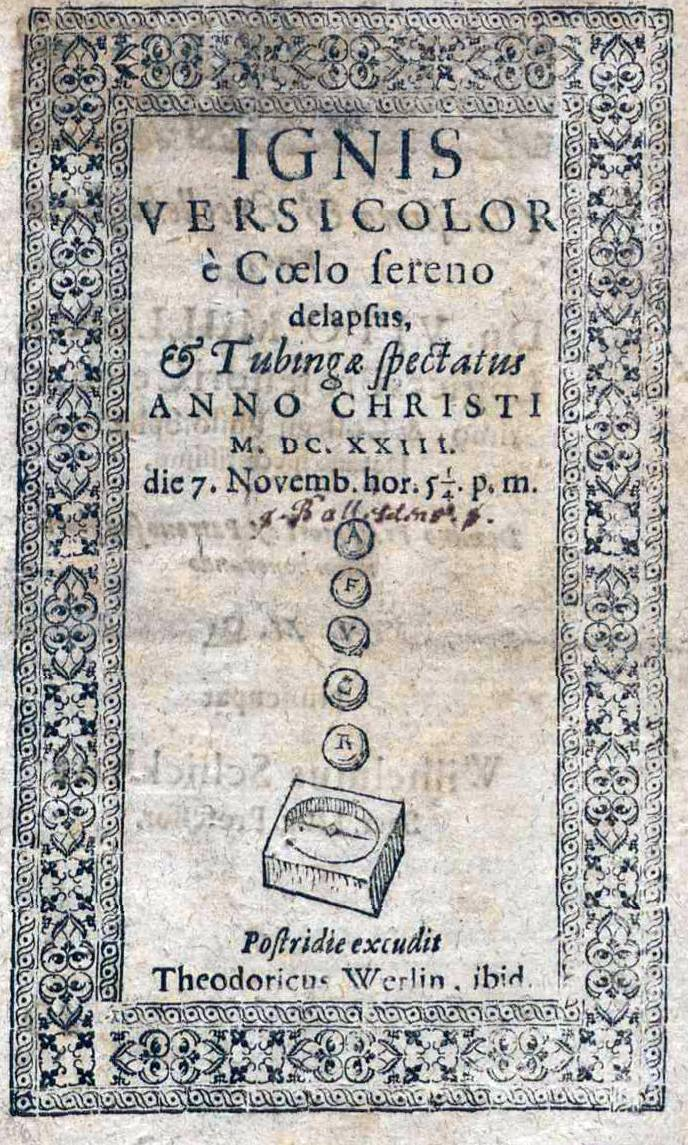
Ignis versicolor e coelo sereno delapsus, 1623

- (LA) Ignis versicolor e coelo sereno delapsus, et Tubingae spectatus anno Christi 1623, Tübingen, Theodoricus Werlin, 1623.